# Rosopsida

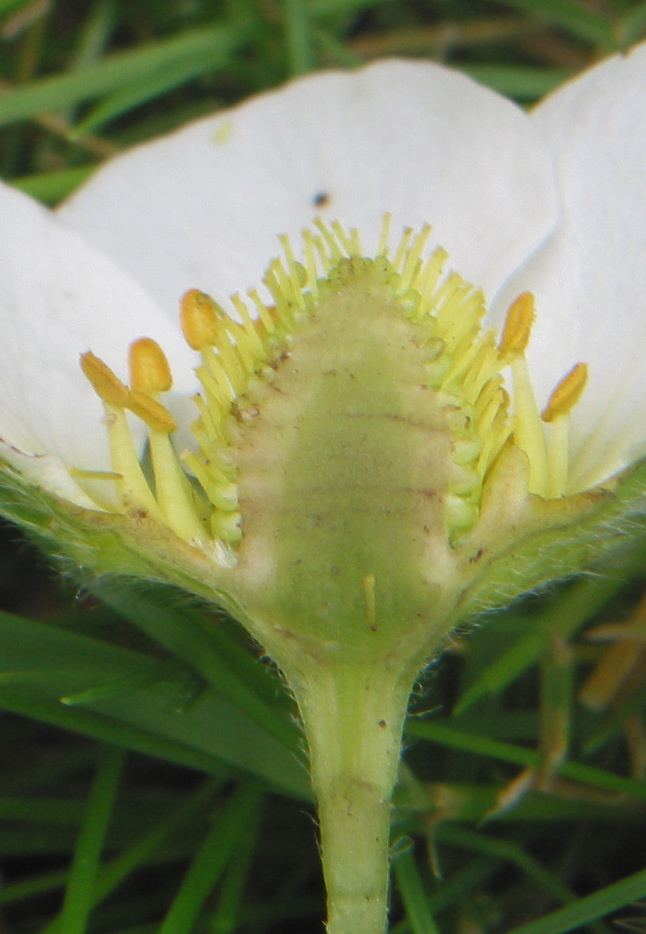

Rosopsida Batsch 1788, es el nombre botánico para un grupo de angiospermas reconocidas al rango de clase. El nombre deriva de aquel incluido en la familia Rosaceae. Este nombre no ha sido usado en muchos de los más influyentes y recientes sistemas de clasificación, tales como los: sistema Cronquist, sistema Thorne, sistema Takhtajan o el sistema APG II. Circunscripto al sistema Reveal es un subconjunto del grupo parafítico de las dicotiledóneas e incluye:
- subclase Caryophyllidae
subclase Hamamelididae
subclase Dilleniidae
subclase Rosidae
subclase Cornidae
subclase Lamiidae
subclase Asteridae

La circunscripción de Reveal del grupo corresponde grandemente a las eudicotas del sistema APG II (menos las Ranunculales) y a la clase Cronquist Magnoliopsida (pero menos la subclase Magnoliidae).
- Datos: Q1372246